# Franklin D. Roosevelt East River Drive

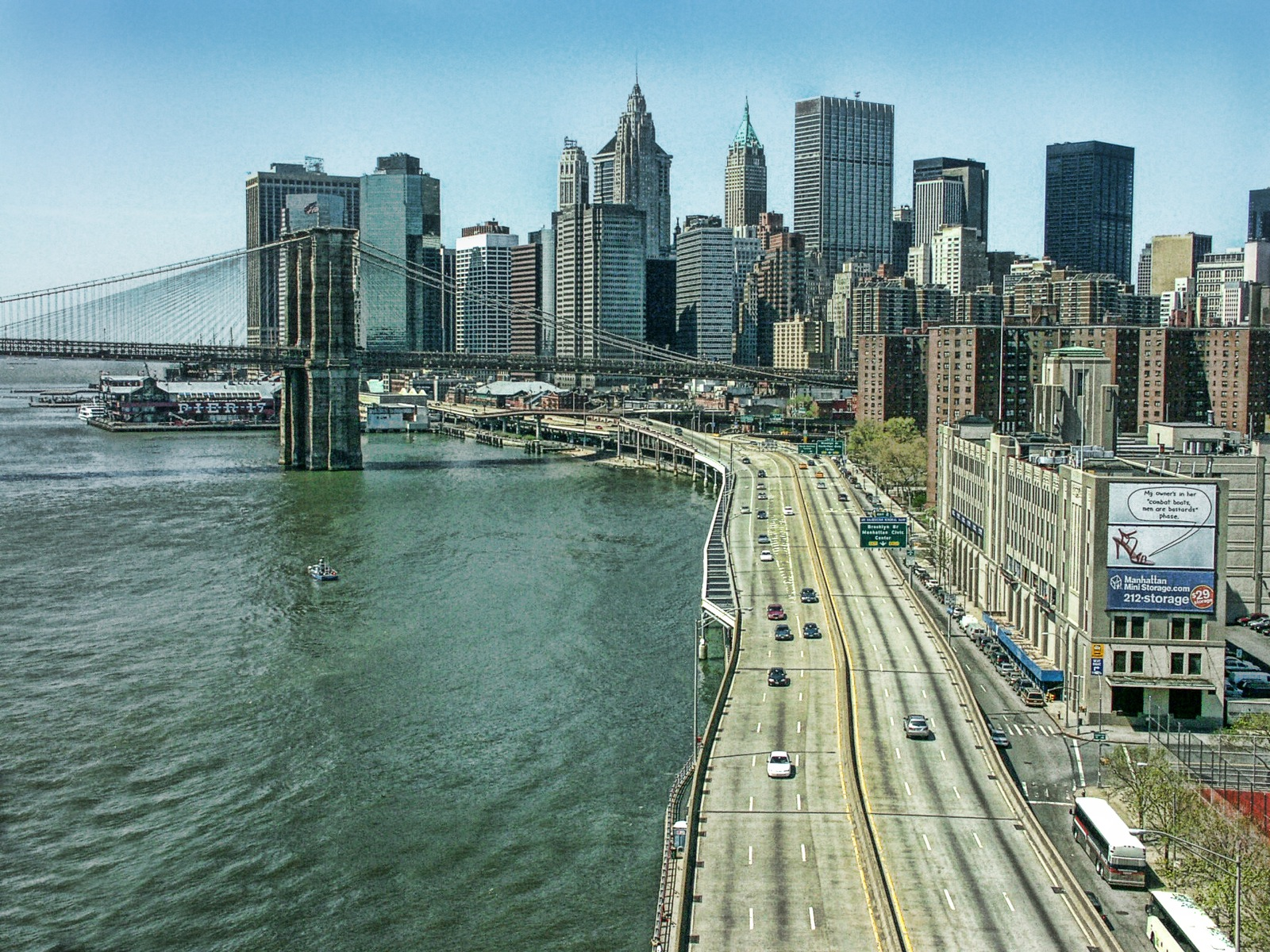
FDR pasando el Puente de Brooklyn

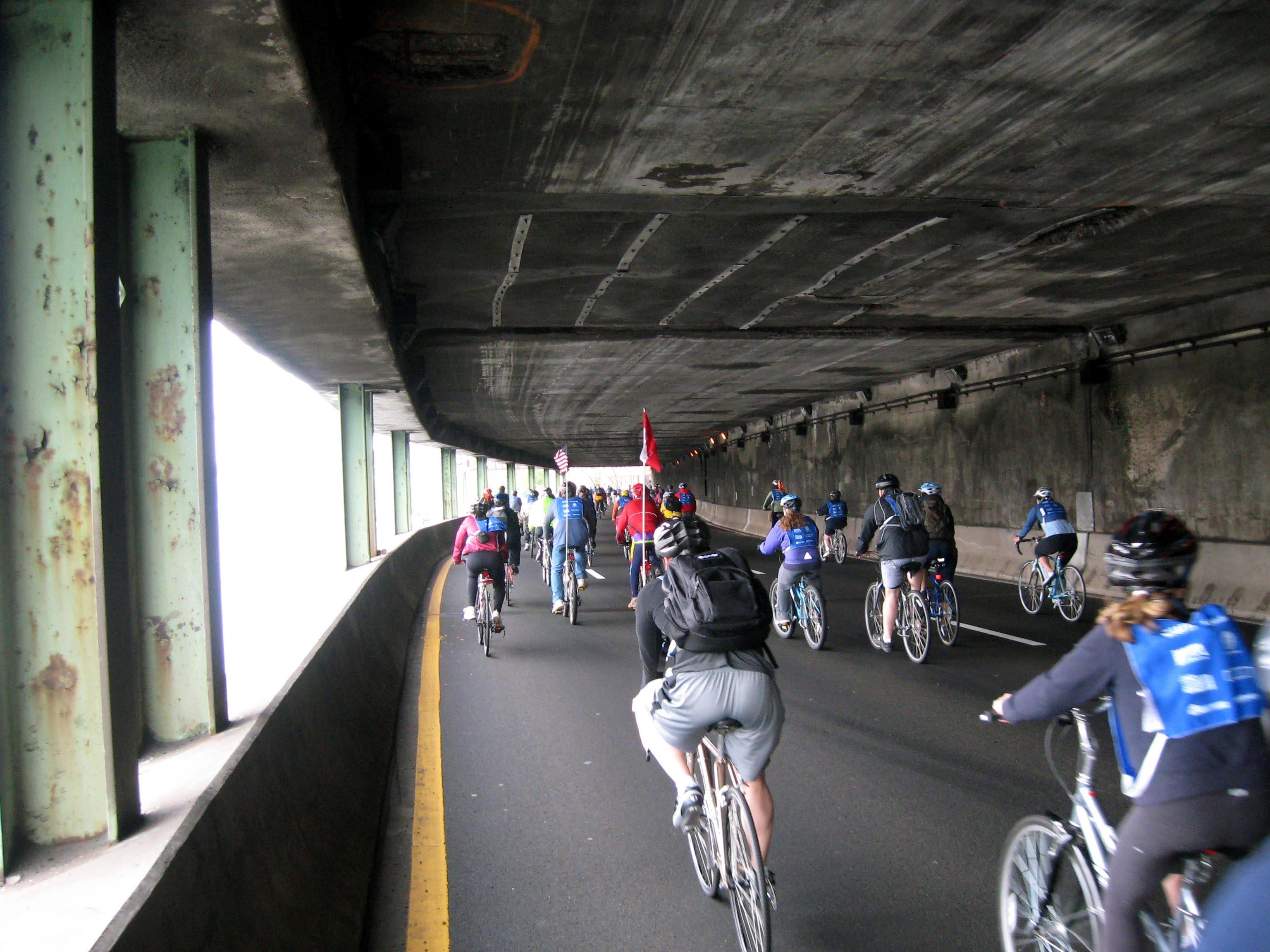
Por Carl Schurz Park

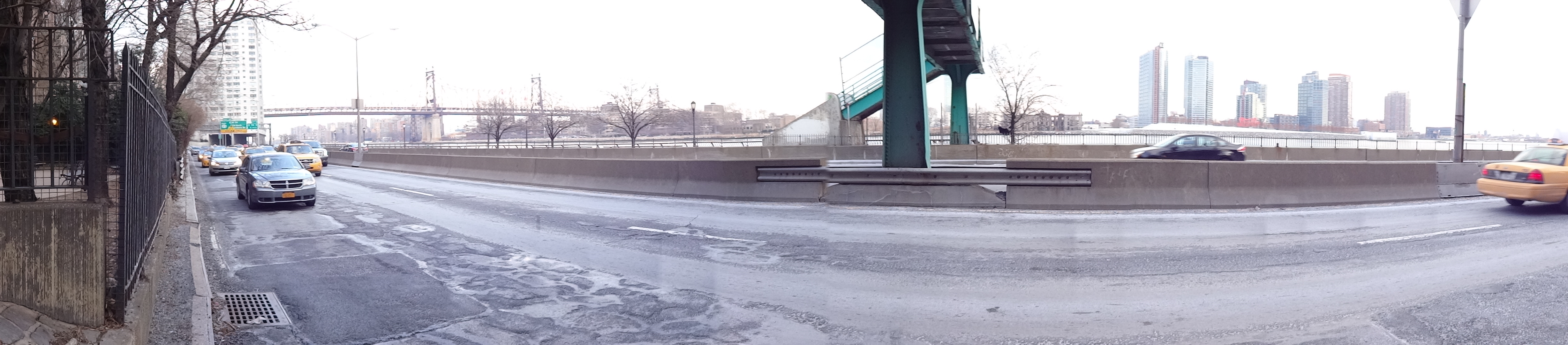
Franklin D. Roosevelt East River Drive cerca de la Ed Koch Queensboro Bridge.

Franklin D. Roosevelt East River Drive (comúnmente llamado como FDR Drive o East Side Highway) es una autovía de 9,44 milla (15,19 km) de longitud localizada en la Ciudad de Nueva York en el borough de Manhattan. Inicia justo al norte de Battery Park Underpass en el sur y la calle Broad y pasa completamente a orillas del Río Este, desde Battery Park Underpass bajo Battery Park —al norte donde se encuentra el South Street Viaduct— norte de la salida calle 125 / puente Robert F. Kennedy, donde se convierte en Harlem River Drive. Todo el FDR Drive está designado como la Ruta Estatal de Nueva York 907L, convirtiéndola en una ruta de referencia.